# Stanisław Rudnicki (lotnik)
Stanisław Rudnicki (ur. 11 października 1900 w Warszawie, zm. 6 czerwca 1920 pod Kijowem) – podporucznik obserwator Wojska Polskiego II RP.

## Życiorys
W latach 1916–1918 był członkiem Polskiej Organizacji Wojskowej w Warszawie. Po uzyskaniu niepodległości przez Polskę ukończył Szkołę Mechaniczno-Techniczną H. Wawelberga i S. Rotwanda. Od 27 października 1918 do 14 czerwca 1919 był uczniem klasy „G” Szkoły Podchorążych. 15 lipca 1919 został mianowany z dniem 15 czerwca tego roku podporucznikiem w piechocie i przydzielony do Inspektoratu Wojsk Lotniczych. Od 27 października 1919 do 9 lutego 1920 był uczniem II Kursu Oficerskiej Szkoły Obserwatorów Lotniczych w Warszawie. W lutym 1920 ukończył szkołę z wyróżnieniem i w marcu tegoż roku został przydzielony do 16 eskadry wywiadowczej w Krakowie.
W kwietniu 1920 roku został skierowany na front ukraiński. Po kilku dniach walk został jedynym obserwatorem w eskadrze. Z tego powodu wykonywał dziennie po kilka lotów z różnymi pilotami. W maju 1920 Stanisław Rudnicki zasłynął z kilku brawurowych akcji bojowych. Do najbardziej znanych było zniszczenie bolszewickiego pociągu pancernego w okolicach miasta Biała Cerkiew okręg kijowski. 6 czerwca 1920 roku wracając z kolejnego lotu bojowego nad miejscowością Browary rozbił się na lotnisku kijowskim. Przyczyny katastrofy nie są znane. Najbardziej prawdopodobna z wersji zakłada, że pilot, sierż. Józef Dąbrowski został zabity w czasie lotu, a stery samolotu przejął ppor. obs. Stanisław Rudnicki, który sam ranny i nie posiadając stosownych umiejętności rozbił płatowiec podczas lądowania.

## Ordery i odznaczenia
Pośmiertnie za wybitne zasługi dla lotnictwa polskiego został odznaczony:
- Krzyżem Niepodległości – 9 listopada 1931 „za pracę w dziele odzyskania niepodległości”[7],
- Krzyżem Walecznych,
- Polową Odznaką Obserwatora – 11 listopada 1928 roku „za loty bojowe nad nieprzyjacielem w czasie wojny 1918-1920”[8][1].